# Сезон ФК «Уйпешт» 1929—1930
Сезон ФК «Уйпешт» 1929—1930 — сезон угорського футбольного клубу «Уйпешт». У чемпіонаті Угорщини команда посіла вперше у своїй історії стала переможцем. У кубку країни дійшла до стадії чвертьфіналу. Також клуб здобув перемоги у двох престижних міжнародних турнірах — кубку Мітропи і кубку Націй

## Склад команди
| № | Поз. | Нац.     | Гравець         |
| - | ---- | -------- | --------------- |
|   | ВР   | Угорщина | Янош Акнаї      |
|   | ВР   | Угорщина | Реже Хубер      |
|   | ВР   | Угорщина | Лайош Юхас      |
|   | ЗХ   | Угорщина | Йожеф Фогль     |
|   | ЗХ   | Угорщина | Карой Фогль     |
|   | ЗХ   | Угорщина | Карой Кеваго    |
|   | ЗХ   | Угорщина | Дьюла Дудаш     |
|   | ЗХ   | Угорщина | Шмідт           |
|   | ПЗ   | Угорщина | Ференц Боршаньї |
|   | ПЗ   | Угорщина | Янош Віг        |
|   | ПЗ   | Угорщина | Бела Волентік   |
|   | ПЗ   | Угорщина | Янош Кевеш      |
|   | ПЗ   | Угорщина | Бела Еньєді     |
|   | ПЗ   | Угорщина | Аттіла Матеффі  |

| № | Поз. | Нац.     | Гравець        |
| - | ---- | -------- | -------------- |
|   | НП   | Угорщина | Габор Сабо     |
|   | НП   | Угорщина | Іштван Авар    |
|   | НП   | Угорщина | Іллеш Шпітц    |
|   | НП   | Угорщина | Альберт Штрек  |
|   | НП   | Угорщина | Іштван Месарош |
|   | НП   | Угорщина | Янош Штофіан   |
|   | НП   | Угорщина | Імре Коста     |
|   | НП   | Угорщина | Імре Хармат    |
|   | НП   | Угорщина | Бела Ергль     |
|   | НП   | Угорщина | Дормош         |
|   | НП   | Угорщина | Янош Хаваш     |
|   | НП   | Румунія  | Рудольф Ветцер |

## Чемпіонат Угорщини

### Підсумкова турнірна таблиця
|    | Турнірна таблиця       | І  | В  | Н | П  | ГЗ | ГП | Р   | О  |
| -- | ---------------------- | -- | -- | - | -- | -- | -- | --- | -- |
| 1  | Уйпешт (Будапешт)      | 22 | 18 | 2 | 2  | 74 | 30 | +44 | 38 |
| 2  | Ференцварош (Будапешт) | 22 | 15 | 6 | 1  | 80 | 27 | +53 | 36 |
| 3  | Хунгарія (Будапешт)    | 22 | 10 | 7 | 5  | 54 | 36 | +18 | 27 |
| 4  | Керюлеті (Будапешт)    | 22 | 9  | 7 | 6  | 36 | 35 | +1  | 25 |
| 5  | Бочкаї (Дебрецен) (C)  | 22 | 7  | 6 | 9  | 43 | 48 | -5  | 20 |
| 6  | Кішпешт (Будапешт)     | 22 | 6  | 7 | 9  | 21 | 39 | -18 | 19 |
| 7  | Будаї 11 (Будапешт)    | 22 | 5  | 8 | 9  | 28 | 31 | -3  | 18 |
| 8  | Баштя (Сегед)          | 22 | 7  | 3 | 12 | 41 | 53 | -12 | 17 |
| 9  | Печ-Баранья            | 22 | 5  | 7 | 10 | 31 | 50 | -19 | 17 |
| 10 | Немзеті (Будапешт)     | 22 | 6  | 4 | 12 | 26 | 44 | -18 | 16 |
| 11 | Аттіла (Мішкольц)      | 22 | 5  | 6 | 11 | 22 | 40 | -18 | 16 |
| 12 | Шомодь (Капошвар)      | 22 | 3  | 9 | 10 | 31 | 54 | -23 | 15 |

### Статистика виступів
| Основний склад | Кількість проведених матчів |
| --- | --------------------------- |
| Акнаї Кеваго Й.Фогль Боршаньї Кевеш Віг Авар Шпітц Сабо Штрек Штофіан |                             |
| Янош Акнаї (20) |                             |
| Карой Кеваго (12) |                             |
| Йожеф Фогль (22) |                             |
| Ференц Боршаньї (21.1) |                             |
| Янош Кевеш (15) |                             |
| Янош Віг (18) |                             |
| Іштван Авар (22.25) |                             |
| Іллеш Шпітц (19.15) |                             |
| Альберт Штрек (19.4) |                             |
| Габор Сабо (22.17) |                             |
| Янош Штофіан (14.7) |                             |
| Інші гравці: Реже Хубер (1), Лайош Юхас (1); Дьюла Дудаш (10), Карой Фогль (1); Бела Волентік (9), Бела Еньєді (2); Іштван Месарош (7.2), Імре Коста (3), Імре Хармат (3), Бела Ергль (1); тренер: Лайош Баняї |                             |

## Кубок Угорщини
| 1/4 фіналу 10.05.1930 | Уйпешт        | 2:3        | Ференцварош  | Будапешт                                               |  |
| | Дормош Хармат | (протокол) | Ковач Танкош | Стадіон: «Медьєрі уті» Глядачі: 1500 Суддя: Майорській |  |
| Уйпешт: Хубер — Кеваго, Шмідт — Матеффі, Кевеш, Еньєді — Штрек, Коста, Хармат, Дормош, Сабо Ференцварош: Андаль — Г.Такач, Папп — Лазар, Тереш, Беркеші — Танкош, Ковач, Зілгаї, Дюрчо, Кохут |               |            |              |                                                        |  |

## Кубок Мітропи
| 1/4 перший матч 22.06.1929 | «Уйпешт» (Будапешт)                                  | 6:1        | «Спарта» (Прага) | Будапешт                                                              |  |
| | 4' (пен.) 8' (пен.) Сабо 47' 49' 75' Авар 75' Ветцер | (протокол) | 85' Сильний      | Стадіон: Хунгарія Корут Глядачі: 5 000 Суддя: Морітц Фухс (Німеччина) |  |
| Уйпешт: Акнаї — Кеваго, Й.Фогль(к) — Боршаньї, Кевеш, Я.Віг — Коста, Авар, Ветцер, Хармат, Сабо, тренер: Баняї Спарта: Гохманн — Бургр, Пернер — Гайний, Пешек (к), Царван — Їран, Патек, Гафтль, Сильний, Кноблоч, тренер: Дік |                                                      |            |                  |                                                                       |  |

| 1/4 другий матч 03.07.1929 | «Спарта» (Прага) | 2:0 (3:6 заг.) | «Уйпешт» (Будапешт) | Прага                                                             |  |
| | 42' 72' Кноблоч  | (протокол)     | 61' Й.Фогль         | Стадіон: Летна Глядачі: 22 000 Суддя: Ріналдо Барлассіна (Італія) |  |
| Спарта: Гохманн — Бургр, Гоєр — Гайний, Пешек (к), Царван — Їран, Патек, Гафтль, Сильний, Кноблоч, тренер: Дік Уйпешт: Акнаї — Кеваго, Й.Фогль(к) — Боршаньї, Кевеш, Я.Віг — Коста, Авар, Ветцер, Хармат, Сабо, тренер: Баняї |                  |                |                     |                                                                   |  |

| 1/2 перший матч 21.08.1929 | «Уйпешт» (Будапешт) | 2:1        | «Рапід» (Відень) | Будапешт                                                               |  |
| | 16' Кевеш 80' Штрек | (протокол) | 46' Веселик      | Стадіон: Уйпешт Паля Глядачі: 6 000 Суддя: Ференц Майорські (Угорщина) |  |
| Уйпешт: Акнаї — Кеваго, Й.Фогль(к) — Боршаньї, Кевеш, Я.Віг — Штрек, Авар, Ветцер, Хармат, Сабо, тренер: Баняї Рапід: Грібар — Шрамсайс, Цейка — Мадльмаєр, Смістик, Луеф — Кірбес, Веселик, Кабурек, Хорват, Весели(к), тренер: Бауер |                     |            |                  |                                                                        |  |

| 1/2 другий матч 25.08.1929 | «Рапід» (Відень)                 | 3:2 (4:4 заг.) | «Уйпешт» (Будапешт) | Відень                                                                              |  |
| | 1' Веселик 27' Кірбес 52' Хорват | (протокол)     | 48' 61' Авар        | Стадіон: Рапід-Платц Глядачі: 22 000 Суддя: Ладислав Штепановський (Чехословаччина) |  |
| Рапід: Грібар — Шрамсайс, Цейка — Мадльмаєр, Смістик, Луеф — Кірбес, Веселик, Кабурек, Хорват, Весели(к), тренер: Бауер Уйпешт: Акнаї — Кеваго, Й.Фогль(к) — Боршаньї, Кевеш, Я.Віг — Штрек, Авар, Ветцер, Хармат, Сабо, тренер: Баняї |                                  |                |                     |                                                                                     |  |

| 1/2 перегравання 26.09.1929 | «Уйпешт» (Будапешт) | 3:1 (д.ч.) | «Рапід» (Відень)                      | Прага                                                          |  |
| | 53' 101' 110' Авар  | (протокол) | 68' (аг) Я.Віг 111' Цейка 111' Кірбес | Стадіон: Летна Глядачі: 14 000 Суддя: Альбіно Карраро (Італія) |  |
| Уйпешт: Акнаї — Кеваго, Й.Фогль(к) — Боршаньї, Кевеш, Я.Віг — Штрек, Авар, Месарош, Шпітц, Сабо, тренер: Баняї Рапід: Грібар — Шрамсайс, Цейка — Мадльмаєр, Смістик, Луеф — Кірбес, Веселик, Кутан, Хорват, Весели(к), тренер: Бауер |                     |            |                                       |                                                                |  |

| фінал 3 листопада 1929 | «Уйпешт» (Будапешт)                                                   | 5 — 1      | «Славія» (Прага) | Будапешт                                                              |  |
| | Іллеш Шпітц 42', 69' Іштван Авар 60' Альберт Штрек 67' Габор Сабо 80' | (протокол) | 44' Антонін Пуч  | Стадіон: Хунгарія Корут" Глядачі: 18,000 Суддя: Ойген Браун (Австрія) |  |
| Уйпешт: Акнаї — Кеваго, Й.Фогль(к) — Боршаньї, Кевеш, Я.Віг — Штрек, Авар, Месарош, Шпітц, Сабо, тренер: Баняї Славія: Планічка — Женишек, Новак — Водічка, Плетиха (к), Чіпера — Юнек, Йоска, Свобода, Пуч, Кратохвіл, тренер: Мадден |                                                                       |            |                  |                                                                       |  |

| фінал 3 листопада 1929 | «Славія» (Прага)                              | 2 — 2      | «Уйпешт» (Будапешт)            | Прага                                                         |  |
| | Франтішек Юнек 28' Йозеф Кратохвіл 57' (пен.) | (протокол) | 84' Габор Сабо 86' Іштван Авар | Стадіон: «Летна» Глядачі: 22,000 Суддя: Ойген Браун (Австрія) |  |
| Славія: Планічка — Женишек, Новак — Водічка, Плетиха (к), Чіпера — Юнек, Йоска, Свобода, Пуч, Кратохвіл, тренер: Мадден Уйпешт: Акнаї — Кеваго, Й.Фогль(к) — Боршаньї, Кевеш, Я.Віг — Штрек, Авар, Месарош, Шпітц, Сабо, тренер: Баняї |                                               |            |                                |                                                               |  |

### Статистика виступів
| Воротар: Янош Акнаї (7). Захисники: Карой Кеваго (7), Йожеф Фогль (7). Півзахисники: Ференц Боршаньї (7), Янош Кевеш (7.1), Янош Віг (7). Нападники: Іштван Авар (7.10), Габор Сабо (7.4), Альберт Штрек (5.2), Рудольф Ветцер (4.1), Імре Хармат (4), Іллеш Шпітц (3.2), Іштван Месарош (3), Імре Коста (2). Тренер: Лайош Баняї. |

## Кубок Націй
| 1 раунд 30.06.1930 | «Уйпешт»               | 3:1 (1:1)  | «Реал Уніон»     | Женева                                    |  |
| | Авар 30' 68' Шпітц 89' | (Протокол) | 34' Луїс Регейро | Стадіон: Шармілле Глядачі: 6 000 — 18 000 |  |
| «Уйпешт»: Янош Акнаї — Дьюла Дудаш, Йожеф Фогль — Ференц Боршаньї, Бела Волентік, Янош Віг — Альберт Штрек, Іштван Авар, Янош Хаваш, Іллеш Шпітц, Габор Сабо, тренер: Лайош Баняї «Реал Уніон»: Антоніо Емері — Мануель Альса, Роман Аррієта — Франсиско Гамборена, Рене Петі, Педро Регейро — Еухеніо Іларіо, Луіс Регейро, Хосе Састре, Еміліано Гармандія (Себастьян Вігерас, 46), Хуан Еччеварія |                        |            |                  |                                           |  |

| 1/4 фіналу 03.07.1930 | «Гоу Егед» | 0:7 (0:2)  | «Уйпешт»                                           | Женева                           |  |
| |            | (Протокол) | 4' 49' 68' 79' Авар 68' (пен.) Сабо 44' 56' Хармат | Стадіон: Шармілле Глядачі: 7 000 |  |
| "Гоу Егед": Лео Галле — Ян Брокман (Бультель, 12), Антон Удінк — Еверт Шеммекес, Ян Галле, Ян Ремеєр — Ян Стенверт, Германн Бріллеман, Ян де Креєк, Тео де Креєк, Ролоф де Вріс "Уйпешт": Янош Акнаї — Дьюла Дудаш, Йожеф Фогль — Ференц Боршаньї, Янош Кевеш, Янош Віг — Альберт Штрек, Іштван Авар, Імре Хармат, Іллеш Шпітц, Габор Сабо, тренер: Лайош Баняї |            |            |                                                    |                                  |  |

| 1/2 фіналу 05.07.1930 | «Серветт» | 0:3 (2:0)  | «Уйпешт»              | Женева                            |  |
| |           | (Протокол) | 25' 62' Авар 85' Сабо | Стадіон: Шармілле Глядачі: 16 000 |  |
| «Сервет»: Може — Северіно Мінеллі, Шарль Був'є — Кікі Турлінг, Лінк, Ругг — Гастон Чіррен, Пепіто Родрігес, Раймон Пасселло (Едмон Байї, 35), Жорж Шабанель, Ледерер, тренер: Тедді Дакворт «Уйпешт»: Янош Акнаї — Дьюла Дудаш, Йожеф Фогль — Ференц Боршаньї, Бела Волентік (Янош Кевеш, 27), Янош Віг — Альберт Штрек, Іштван Авар, Янош Хаваш, Іллеш Шпітц, Габор Сабо, тренер: Лайош Баняї |           |            |                       |                                   |  |

| Фінал 6 липня 1930 | «Уйпешт»               | 3 — 0      | «Славія» | Женева                            |  |
| | 25' 64' 77' Янош Кевеш | (Протокол) |          | Стадіон: Шармілле Глядачі: 22,000 |  |
| «Уйпешт»: Янош Акнаї — Дьюла Дудаш, Йожеф Фогль — Ференц Боршаньї, Бела Волентік, Янош Віг — Альберт Штрек, Іштван Авар, Янош Кевеш, Іллеш Шпітц, Габор Сабо, тренер: Лайош Баняї «Славія»: Франтішек Планічка — Адольф Фіала, Антонін Новак — Антонін Водічка, Адольф Шимперський, Ладислав Шубрт — Франтішек Юнек, Їндржих Шолтис, Франтішек Свобода, Антонін Пуч, Вацлав Бара, тренер: Джон Мадден |                        |            |          |                                   |  |

### Статистика виступів
| Воротар: Янош Акнаї (4). Захисники: Дьюла Дудаш (4), Йожеф Фогль (4). Півзахисники: Ференц Боршаньї (4), Янош Віг (4), Янош Кевеш (3.3), Бела Волентік (3). Нападники: Іштван Авар (4.8), Габор Сабо (4.2), Альберт Штрек (4), Іллеш Шпітц (4.1), Янош Хаваш (2), Імре Хармат (1.2). Тренер: Лайош Баняї. Запасні: Реже Хубер, Карой Кеваго |